# Paul Wittmann

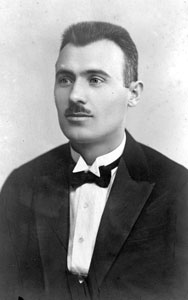
Paul Wittmann (în 1931)

Paul Wittmann (n. 22 octombrie 1900, Cruceni – d. 28 ianuarie 1985, Timișoara) a fost un cantor, organist și compozitor de etnie germană (șvab bănățean) din România.

## Viața
Wittmann a fost elev la Colegiul de Educație din Oradea și apoi a devenit cantor la Biserica Catolică din cartierul Elisabetin din Timișoara. Deoarece biserica nu avea orgă, el s-a mutat la Biserica Millennium, unde avea la dispoziție o orgă construită în 1901 de Carl Leopold Wegenstein. Deoarece în afară de interpret la orgă era și dirijor al corului bisericii, la cererea sa, în anii 1928-1930 tastatura orgii a fost mutată mai în față și întoarsă, pentru a-i permite să dirijeze și corul în timp ce cântă la orgă.
A fost, de asemenea, secretar al Asociației Filarmonicii din Timișoara, a cărei colecție a fost ascunsă după 1948.
Wittmann a editat numeroase lucrări pentru spectacolul cu corul său de biserică și pentru orchestră, chiar a inclus o melodie în cinstea Sfântului Iosif, un cântec de Crăciun și piesa Sankt Hans Gerhard Weisz, Omul cucernic al lui Dumnezeu. A interpretat lucrările unor  compozitori contemporani, cum ar fi Dezső Antalffy-Zsiross și Guido de Pogatschnigg. În 1972 a fost decorat de papa Paul al VI-lea cu Crucea de onoare Pro Ecclesia.

## In Memoriam
În 2014, la Biserica parohială romano-catolică Sf. Fecioară Maria (Millennium) din Timișoara II Fabric a fost dezvelită o placă comemorativă în memoria dirijorului corului acestei biserici, Paul Wittmann (1900-1985).